# Козачківська сільська рада
Коза́чківська сільська́ ра́да — адміністративно-територіальна одиниця та орган місцевого самоврядування в Летичівському районі Хмельницької області. Адміністративний центр — село Козачки.

## Загальні відомості
Козачківська сільська рада утворена в 1944 році.
- Територія ради: 45,05 км²
- Населення ради: 866 осіб (станом на 2001 рік)

## Населені пункти
Сільській раді були підпорядковані населені пункти:
- с. Козачки
- с. Анютине
- с. Варенка

## Склад ради
Рада складалася з 14 депутатів та голови.
- Голова ради: Дідик Андрій Андрійович
- Секретар ради: Остаховська Любов Володимирівна

### Керівний склад попередніх скликань
| Прізвище, ім'я, по батькові | Основні відомості                                                 | Дата обрання | Дата звільнення |
| --------------------------- | ----------------------------------------------------------------- | ------------ | --------------- |
| Гарбар Дмитро Васильович    | Сільський голова, 1951 року народження, безпартійний              | 26.03.2006   | 31.10.2010      |
| Дідик Андрій Андрійович     | Сільський голова, 1959 року народження, освіта вища, безпартійний | 31.10.2010   |                 |

Примітка: таблиця складена за даними сайту Верховної Ради України

### Депутати
За результатами місцевих виборів 2010 року депутатами ради стали:

#### За суб'єктами висування
| Суб'єкт висування | Кількість обраних депутатів | %    |
| ----------------- | --------------------------- | ---- |
| Партія регіонів   | 9                           | 64,3 |
| Єдиний Центр      | 4                           | 28,6 |
| Самовисування     | 1                           | 7,1  |

#### За округами
| № округу        | Прізвище, ім'я, по батькові      | Дата визнання обраним | Освіта             | Партійна приналежність | Відомості про обраного депутата                                 |
| --------------- | -------------------------------- | --------------------- | ------------------ | ---------------------- | --------------------------------------------------------------- |
| Єдиний Центр    |                                  |                       |                    |                        |                                                                 |
| 1               | Станіславчук Леонід Олексійович  | 03.11.2010            | вища               | член Єдиного Центру    | СТОВ «Козацька мрія», інженер                                   |
| 8               | Гайдук Олексій Михайлович        | 03.11.2010            | середня спеціальна | позапартійний          | СТОВ «Козацька мрія», різноробочий                              |
| 9               | Кошеленко Руслан Васильович      | 03.11.2010            | середня            | член Єдиного Центру    | тимчасово не працює                                             |
| 13              | Синявська Людмила Валеріївна     | 03.11.2010            | середня            | член Єдиного Центру    | Відділення зв'язку, листоноша                                   |
| Партія регіонів |                                  |                       |                    |                        |                                                                 |
| 3               | Стасюк Валерій Анатолійович      | 03.11.2010            | середня спеціальна | член Партії регіонів   | тимчасово не працює                                             |
| 4               | Колесник Віктор Володимирович    | 03.11.2010            | середня спеціальна | член Партії регіонів   | приватний підприємець                                           |
| 5               | Криськов Руслан Палладійович     | 03.11.2010            | середня            | позапартійний          | Козачківське лісництво, лісник                                  |
| 6               | Сторчак Оксана Григорівна        | 03.11.2010            | середня спеціальна | член Партії регіонів   | СТОВ «Козацька мрія», бухгалтер                                 |
| 7               | Пачковська Наталія Володимирівна | 03.11.2010            | вища               | позапартійна           | тимчасово не працює                                             |
| 10              | Остаховська Любов Володимирівна  | 03.11.2010            | вища               | член Партії регіонів   | Козачківська сільська рада, секретар                            |
| 11              | Савіцький Василь Васильович      | 03.11.2010            | середня спеціальна | член Партії регіонів   | тимчасово не працює                                             |
| 12              | Колесник Анатолій Іванович       | 03.11.2010            | середня            | позапартійний          | тимчасово не працює                                             |
| 14              | Радзіонова Аліна Євгеніїна       | 03.11.2010            | середня            | член Партії регіонів   | Летичівський територіальний центр, соціальний працівник         |
| Самовисування   |                                  |                       |                    |                        |                                                                 |
| 2               | Горбанчук Людмила Іванівна       | 03.11.2010            | середня спеціальна | позапартійна           | Козачківська загальноосвітня школа І-ІІІ ст., оператор котельні |